# Ед II
Ед II (фр. Eudes II de Bourgogne; 1118/1120 — 27 червня 1162) — герцог Бургундії у 1143—1162 роках.

## Біографія

### Молоді роки
Походив з династії Капетингів. Старший син Гуго II, герцога Бургундії, та Феліції-Матильди де Майєн. Здобув класичну освіту для тогочасного феодала, насамперед військову. В першій половині 1130-х років брав участь у війнах з маврами у війську свого кузена Афонсу, графа Португалії. Під час коронації Людовіка VII в 1137 році Ед відмовився присягнути йому.

### Герцог
У 1143 році, після смерті свого батька, успадкував герцогство Бургундію. Відійшов від політики попередника стосовно вірності  королям Франції. У 1145 році він одружився з донькою графа Шампані і Блуа, цим суттєво зміцнив свої позиції у Франції. Започаткував традицію носіння на зброї прапора свого герцогства.
Відзначався задиркуватим характером, полюбляв здійснювати розбійницькі напади на мандрівників Бургундією. За це йому у листі 1150 року дорікнув папа римський Євген III. Натомість герцог надав значні пожертвування монастирям Сіто, Фонтене та Квінсі.
У 1155 році після тиску з боку папи римського Адріана IV.У 1160 році поліпшив свої стосунки з королем Людовиком VII, за якого вийшла заміж Адель, сестра дружини Еда II.
У 1161 році вирушив на прощу до Палестини, проте помер там у 1162 році. Рештки були повернені до Бургундії й перепоховані у абатстві Сіто. Новим герцогом став малолітній син Гуго, замість якого правила його мати.

## Родина
Дружина — Марія, донька Теобальда II, графа Шампані і Блуа.
Діти:
- Алікс (1146—1192), дружина Аршамбо Бурбонського
- Гуго (1148—1192), герцог Бургундії у 1162—1192 роках
- Маґо (д/н-1202), дружина Роберта IV, графа Оверні